# 西乡县银行
西乡县银行，1941年6月在陕西省西乡县开业的一家银行，1949年停办。

## 历史
1939年9月19日，重庆国民政府颁布《县各级组织纲要》，开始推行“新县制”。1941年，陕西省西乡县根据新县制规定自筹资金建立西乡县银行，股本初定为法币20万元，地方款为公股，商会负责商股，再向各乡镇募集3.3万元为民股，每股20元。6月20日，西乡县银行在西乡县东大街开业。该银行的行政工作由董事会决策监督，业务受陕西省财政厅金融科领导。首任经理孙维岳，下设会计、营业、出纳、总务各一人。
1944年4月，国民政府财政部发给该行银字第876号营业执照，正式完成注册。
1949年，西乡县银行停办。1949年12月，西乡县银行和陕西省银行西乡办事处的全部财产被陕南行署工作队成员李绍武带人接管，1950年上半年，中国人民银行西乡县支行建立，李绍武任行长。

## 资本
据《近代中国银行业机构人名大辞典》，该行最初资本为法币10万元，1944年2月增至50万元，1944年7月增至100万元，后增至119万元，其中公股69万元，商股50万元。
据俞鴻鈞《財政年鑑》记载，该行资本总额500万元，其中公股50万元，商股450万元。
据《中华民国史大辞典》，该行资本40119万元，其中公股20074万元，商股20045万元。

## 主要业务
该行营业之初主要开展储蓄、放贷业务，以期通过吸收社会资金、公款储库、发放贷款，达到扶植农、工、商生产的目的。但因资金微薄，周转不灵，杠杆调节作用不能发挥出来。因此，在1943年12月获准在西乡县发行定额本票40万元，并开展汉中、安康、西安等16县市的小宗汇兑业务。此外该行还从事票据承兑及贴现、代理收解款项等业务。

## 其他相关
1949年11月29日，中华民国陕西省政府办公厅、陕西省保安司令部由城固县逃到西乡，西乡县银行曾是陕西省反共救国军绥靖总司令董钊的住所所在地。